# 兪穴
兪穴（ゆけつ）は、
1. 五行穴のひとつ。手首か手の甲、または足の甲にある。五行穴を参照されたい。
2. 背部の脊椎棘突起下の正中線から骨度法で1寸5分のところにある経穴群。ここでは、これについて説明する。

## 背部の兪穴
手足にある五行穴の兪穴と区別するために、背部兪穴ということもある。手足の12経（六臓六腑）に対応した兪穴があり、胸部または腹部にある募穴と表裏の関係にある。五臓六腑の兪穴は臓腑の名称の後に兪がついた名称になっている（肺兪、心兪など）が、心包の兪穴だけは厥陰兪という別の名前になっている。
兪の字は、▲、舟、刀の会意文字で、鋭くとがった刀で刳り抜いて作った丸木船である。刳り抜いて作るところから、「抜き取る」の意味が生まれ、病の元になる邪気を抜き取って癒す意味になった。

## 兪穴一覧
- 肺兪穴
- 厥陰兪穴（心包経の兪穴）
- 心兪穴
- 肝兪穴
- 胆兪穴
- 脾兪穴
- 胃兪穴
- 三焦兪穴
- 腎兪穴
- 大腸兪穴
- 小腸兪穴
- 膀胱兪穴

同じ線上にある、督兪穴、膈兪穴、関元兪穴、気海兪穴、中膂兪穴、白環兪穴は、兪の字がついてはいるが、兪穴ではない。
また、督脈の腰兪穴、小腸経の臑兪穴、肩外兪穴、肩中兪穴、腎経の肓兪穴、奇穴の巨闕兪穴は、兪の字がついてはいるが、兪穴ではない。

## 取穴について
それぞれの兪穴は、脊椎の頊突起をよりどころにして取穴する。しかしこの椎骨は、中国の古典では、第1椎・第2頭維……となっていて、頸椎・胸椎などの区別はない。
一般には、第1胸椎を第1椎骨として取穴するが、古典ではいちばん丈夫で目立つ椎骨を第1椎とすると書かれており、隆椎ともよばれる第7頸椎を第1椎とする方が自然である。
そのため、第3椎の棘突起下外側1寸5部と書いてある肺兪穴は、第3胸椎の下に取る人と、第2胸椎の下に取る人とに分かれる。